# Том Гоппер
Том Едвард Гоппер (англ. Thomas Edward Hopper; нар. 28 січня 1985, Колвілл) — англійський актор. Відомим завдяки ролі лицаря Персіваля у телесеріалі каналу BBC «Мерлін», в основі якого лежать легенди про короля Артура та Камелота. 2018 року уклав угоду про виконання однієї з головних ролей в українсько-французькій стрічці «Холодна кров», в якій взяв участь разом із Жаном Рено.

## Життєпис
Том Гоппер народився 28 січня 1985 року в місті Колвілл, Лестершир, Велика Британія. Вивчав акторську майстерність у коледжі «Роуз Бруфорд», який закінчив з відзнакою в 2006 році. Деякий час грав у театрі «Вотфорд Пелас».
Дебютував у кіно в 2007 році. Став відомим завдяки ролі Персіваля у серіалі «Мерлін», Том продовжує бути затребуваним для лицарських ролей.

## Фільмографія
| Рік       |   | Українська назва                         | Оригінальна назва                      | Роль                               |
| --------- | - | ---------------------------------------- | -------------------------------------- | ---------------------------------- |
| 2007      | с | Катастрофа                               | Casualty                               | Хью Маллен                         |
| 2007      | ф | Саксонець                                | Saxon                                  | торговець рибою                    |
| 2008      | с | Пітер Кингдом вас не кине                | Kingdom                                | солдат                             |
| 2008      | с | Лікарі                                   | Doctors                                | Джош Маллен                        |
| 2009      | ф | Понівечений                              | Tormented                              | Маркус                             |
| 2010      | с | Доктор Хто                               | Doctor Who                             | Джефф                              |
| 2010—2012 | с | Мерлін                                   | Merlin                                 | Персіваль                          |
| 2012      | с | Добрий коп                               | Good Cop                               | Енді Стокуілл                      |
| 2013      | ф | Витонченість і небезпека                 | Grace and Danger                       | Таннер                             |
| 2013      | ф | Лицарі королівства крутизни              | Knights of Badassdom                   | Гюнтер                             |
| 2013      | ф | Холод                                    | Cold                                   | Том                                |
| 2014      | ф | Сага про вікінгів                        | Northmen: A Viking Saga                | Есбьорн                            |
| 2014—2017 | с | Чорні вітрила                            | Black Sails                            | Біллі Бонс                         |
| 2016      | ф |                                          | Erasure                                | Теннер                             |
| 2016      | ф |                                          | The Fixer                              | Джеймс Гендерсон                   |
| 2018      | ф | Красуня на всю голову                    | I Feel Pretty                          | Грант ЛеКлер                       |
| 2019      | с | Академія Амбрелла                        | The Umbrella Academy                   | Лютер Гарґрівз/Номер один/Спейсбой |
| 2021      | ф | Оселя зла: Ласкаво просимо у Раккун-Сіті | Resident Evil: Welcome to Raccoon City | Альберт Вескер                     |
| 2024      | ф | Космічний курсант                        | Space Cadet                            | Логан О'Лірі                       |